# Siemens Vectron
Der Siemens Vectron ist eine Lokomotivenplattform von Siemens Mobility, die seit 2010 den Nachfolger für die elektrische EuroSprinter- sowie die dieselelektrische EuroRunner beziehungsweise deren Weiterentwicklung Siemens ES 2007 darstellt. Auf der Plattform entstehen wieder sowohl Elektro- als auch dieselelektrische Lokomotiven.
Bis Anfang 2025 wurden mehr als 2600 Lokomotiven der Vectron-Familie an 103 Kunden in 16 Ländern verkauft. Zulassungen bestehen in 20 Ländern.
Die Fertigung der Wagenkästen, Teile der Vormontage und die Endmontage erfolgen in München-Allach.

## Geschichte
Die Lokomotivplattform Vectron als Nachfolger der EuroSprinter-Plattform wurde im Juni 2010 im Prüfcenter Wegberg-Wildenrath vorgestellt – zu diesem Zeitpunkt aber nur als Elektrolokomotive.
Auf der Innotrans 2010 wurde dann die Diesel-Variante Vectron DE vorgestellt. Der Vectron wurde im Jahr 2010/2011 mit dem Innovationspreis des Privatbahn Magazin ausgezeichnet.
Der erste Auftrag von 6 Lokomotiven erfolgte 2011 vom deutschen Leasingunternehmen Railpool.
2013 erhielt Siemens einen größeren Auftrag der finnischen Staatseisenbahn VR, für die die Lokomotiven erstmals mit Breitspurdrehgestellen ausgestattet wurden.
Im Juni 2017 wurde die 500. Vectron-Lokomotive bestellt, im Mai 2020 der 1000. Vectron.
Im März 2018 hat Siemens unter der Bezeichnung Smartron eine nicht konfigurierbare, günstigere Version der Lokomotive vorgestellt.

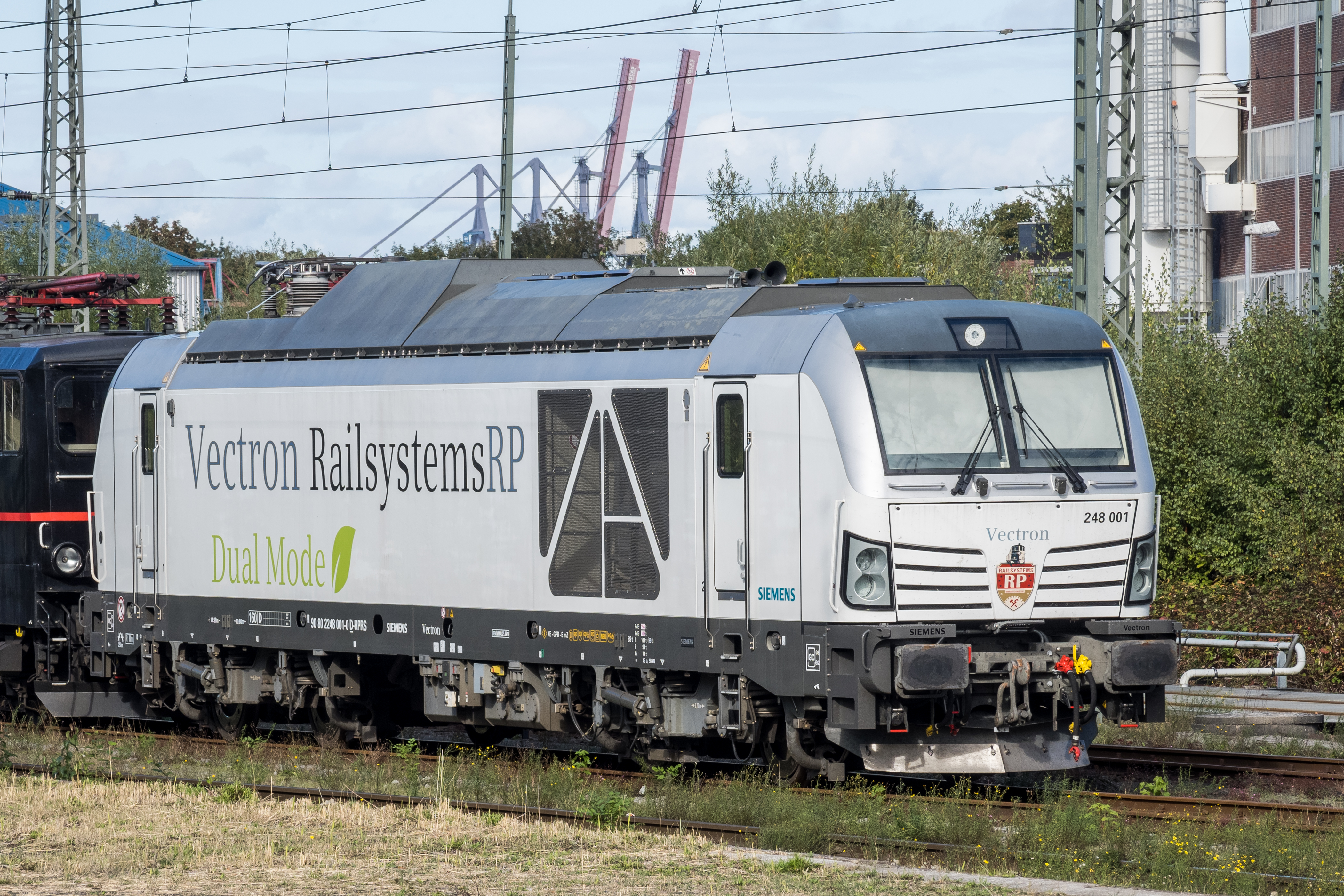
Siemens Vectron Dual Mode 248 001 in Brake (Unterweser)

Zur Innotrans 2018 wurde die Zweikraftlokomotive Vectron DualMode vorgestellt. Sie ersetzte die Vectron DE, welche mangels Nachfrage eingestellt wurde. Im März 2019 wurde die erste Lokomotive (248 001) der Öffentlichkeit präsentiert.
Im Herbst 2019 kündigte Siemens an, eine Vectron-Variante für 230 km/h zu entwickeln. Die Lokomotive 193 780 wurde dafür mit modifizierten Drehgestellen ausgerüstet. Mitte August 2020 begannen in Österreich Messfahrten. Ende 2019 wurde der Vectron für den ETCS-Betrieb mit Baseline 3 in Deutschland zugelassen.
Als Ersatz für ältere Diesellokomotiven der Baureihen 290 und 294 für den gemischten Strecken- und Übergabedienst hat die DB Cargo im Oktober 2019 einen Rahmenvertrag über 400 Zweikraftlokomotiven ausgeschrieben. Siemens erhielt den Zuschlag für diesen Rahmenvertrag im September 2020. Als erster Abruf wurden 150 Lokomotiven der neu entwickelten Variante Vectron Dual Mode light bestellt. Im Mai und Juni 2022 verließen die ersten Vectron Dual Mode light mit den Ordnungsnummern 001–004 die Fertigung und befanden sich bis zur Auslieferung auf Probe- und Zulassungsfahrten. 2022 bestellte die DB Fernverkehr aus diesem Rahmenvertrag 21 Vectron Dual Mode Lokomotiven, die erstmals mit einer Zugsammelschiene ausgerüstet sein werden. Die erste Vectron Dual Mode light mit der Betriebsnummer 249 001 und dem Eigennamen „Emma“ wurde am 15. März 2024 der DB Cargo übergeben und erhielt in Anlehnung an die Baureihenfamilie 130 der Deutschen Reichsbahn auf der vorderen Lokhälfte eine bordeauxrote Folierung mit aufgedruckten Lüftergittern ebendieser Baureihenfamilie. Vier der 150 Lokomotiven gehen an die DB Bahnbau Gruppe.
Seit 2023 dürfen die Vectron auf dem Netz der Schweizerischen Bundesbahnen nur noch nach den Kurvengeschwindigkeiten der Zugreihen A und D verkehren. Die betriebliche Höchstgeschwindigkeit beschränkt sich damit auf 120 km/h. Die langen Drehgestelle mit einem Achsstand von 3000 mm helfen zwar dem ruhigen Lauf bei hohen Geschwindigkeiten, führen aber auf den vielen engen Bögen in den Alpenländern zu einem starken Verschleiß der Schienenköpfe. Im Güterverkehr sind die Auswirkungen marginal, denn die meisten Güterzüge fahren ohnehin nach den Zugreihen A oder D. Für Reise- oder Lokzüge, die überwiegend nach Zugreihe R fahren, verlängern sich hingegen die Fahrzeiten, da die Zugreihe R eine um 5 km/h höhere Geschwindigkeit in den Gleisbögen erlaubt.
Im Februar 2025 wurde ein batteriebetriebenes Rangiermodul, das sogenannte Batterie Power Modul vorgestellt. Im März 2025 wurde eine Variante der Vectron Dual Mode als Zweisystem-Lokomotive vorgestellt. Diese kann sowohl unter 15 kV/16,7 Hz als auch unter 25 kV/50 Hz betrieben werden und soll eine Zulassung für Deutschland, Österreich, Tschechien und die Slowakei erhalten.
Im Juni 2025 wurde bekannt, dass die Vectron Dual Mode light von DB Cargo die Zulassung für ETCS erhalten hat.

## Varianten
Zunächst wurden vier elektrische und eine dieselelektrische Basisvariante der Lokomotivplattform ohne Kundenauftrag entwickelt. 2018 wurde außerdem eine Zweikraftlokomotive vorgestellt, deren Variante für den leichten Güterzugdienst und für Zugbildungsaufgaben seit 2021 als Vectron Dual Mode light vermarktet wird. Die Varianten sind:
- Vectron MS: Mehrsystemlok mit 6400 kW (~)/ 6000 kW (3 kV =)/ 3500 kW (1,5 kV =)[25] Leistung und 160 oder 200 km/h Höchstgeschwindigkeit
- Vectron AC high power: Wechselstromlok mit 6400 kW Leistung und 160 oder 200 km/h Höchstgeschwindigkeit (deutsche Baureihenbezeichnung 193)
- Vectron AC medium power: Wechselstromlok mit 5600 kW Leistung und 160 km/h Höchstgeschwindigkeit
- Vectron DC medium power: Gleichstromlok mit 5200 kW Leistung und 160 oder 200 km/h Höchstgeschwindigkeit (kurzzeitig für zwei in Deutschland nicht zugelassene 3-kV-Prototypen vergebene deutsche Baureihenbezeichnung 191)
- Smartron
- Vectron DE: dieselelektrische Lok mit 2400 kW Leistung und 160 km/h Höchstgeschwindigkeit (deutsche Baureihenbezeichnung 247)
- Vectron Dual Mode (DM): Zweikraftlokomotive (Dual Mode) für 15 kV Wechselspannung und Dieselmotor mit 2000 kW Leistung am Rad, 160 km/h Höchstgeschwindigkeit und einer Radsatzlast von maximal 22,5 t (deutsche Baureihenbezeichnung 248)
- Vectron Dual Mode light (DM light): Zweikraftlokomotive (Dual Mode) für 15 kV Wechselspannung und Dieselmotor mit 750 kW Leistung am Rad, 120 km/h Höchstgeschwindigkeit und einer Radsatzlast von maximal 21 t (deutsche Baureihenbezeichnung 249)

Die Siemens Charger (DE) und Amtrak Cities Sprinter (AC) basieren auf der Vectron-Plattform. Sie werden im Siemens-Mobility-Werk in Sacramento/Kalifornien für den amerikanischen Markt gebaut. Beide Bauarten sind für 200 km/h Höchstgeschwindigkeit ausgelegt.
Als Baureihenbezeichnungen sind für die verschiedenen Vectron-Varianten in Deutschland 6191 bis 6193 für die elektrischen, 1247 für die dieselelektrische und 2248 sowie 2249 für die Dual-Mode-Variante vorgesehen beziehungsweise in Benutzung.
Der Preis eines Exemplars beträgt je nach Ausstattung (Elektro-/Dieselversion, Optionen Mehrsystempaket und Hilfsdiesel) zwischen drei und fünf Millionen Euro.

## Technische Beschreibung

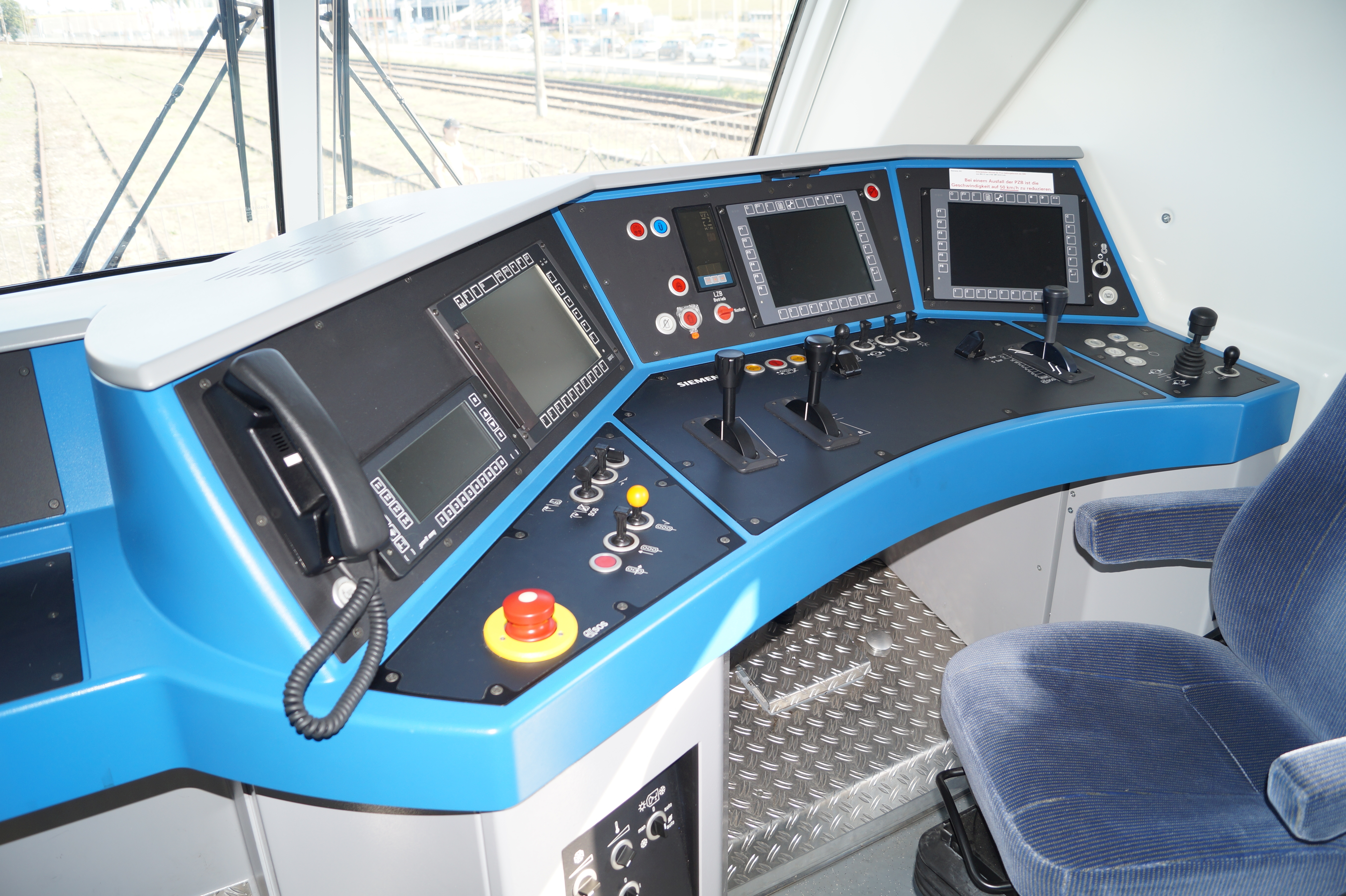
Führerstand der Vectron MS (193 820) auf der Trako 2015 in Danzig

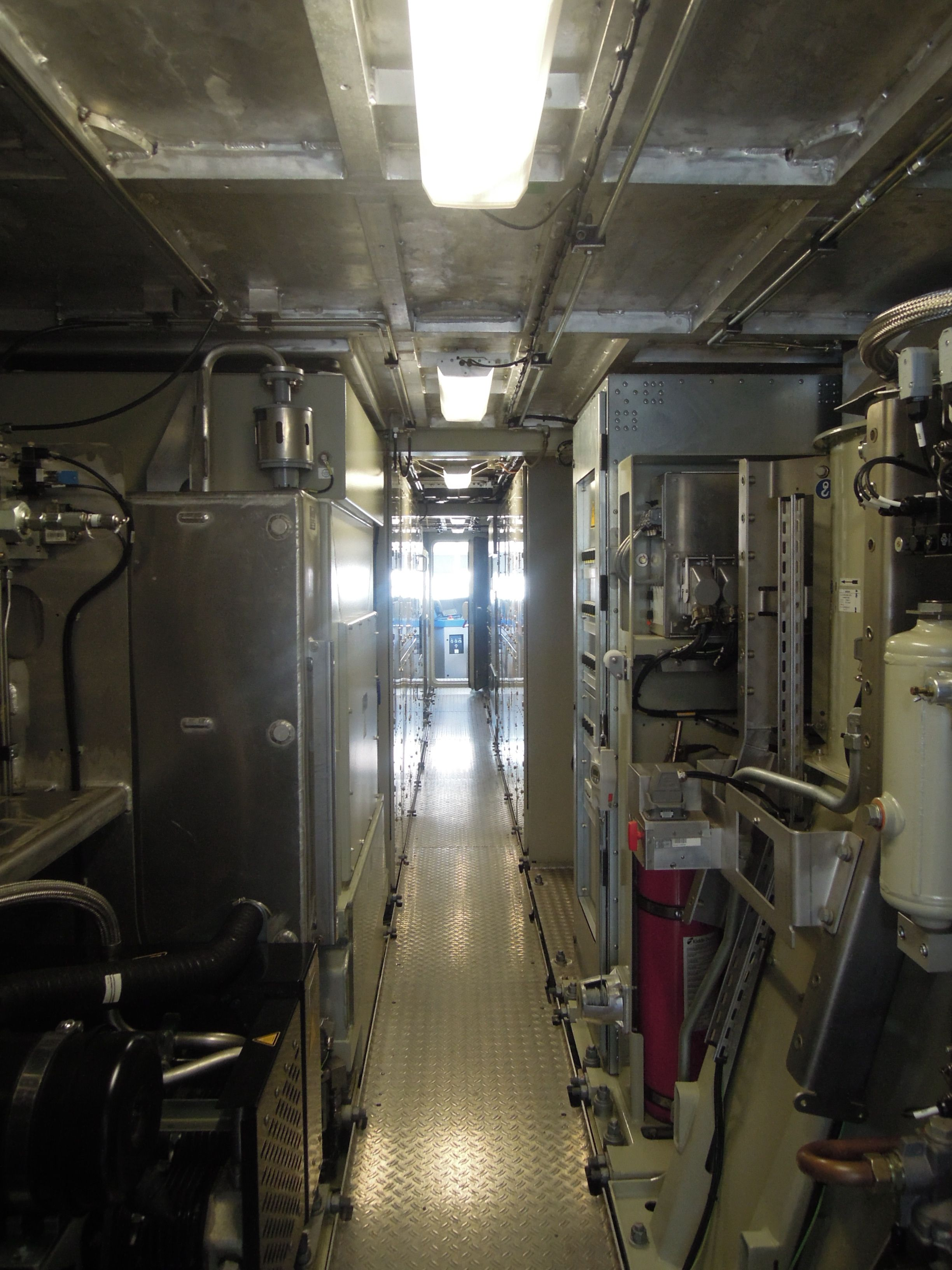
Maschinenraum der Vectron AC (193 922)

### Allgemeines
Bei den Fahrzeugen der Vectron-Plattform handelt es sich um Streckenlokomotiven sowohl für den schnellfahrenden Reise- als auch für den interoperablen Güterverkehr mit zwei Endführerräumen und der Radsatzanordnung Bo’Bo’. Gemäß dem Plattform-Gedanken werden möglichst viele Gleichteile über alle Varianten hinweg eingesetzt. Daneben existieren vielfältige Options- und Ausrüstungspakete, welche je nach Anforderungen des Betreibers eingesetzt werden.
Die Betriebsmasse der vierachsigen Lokomotiven liegt je nach Version zwischen 80 und 90 Tonnen. Die Wagenkästen sind für den Einbau der UIC-Mittelpufferkupplungen und vergleichbarer Kupplungen in europäischer Höhe vorbereitet. Genutzt wurde die Möglichkeit erstmals bei den Lokomotiven der VR Sr3 für Finnland. Vectron-Lokomotiven können mit allen in Europa benötigten nationalen Zugbeeinflussungssystemen sowie ETCS ausgestattet werden. Der Platz des Triebfahrzeugführers liegt bei allen Lokomotiven in Fahrtrichtung rechts.
Die äußere Gestaltung der Vectron-Lokomotiven unterscheidet sich nur wenig von der der Siemens ES 2007.

#### Wagenkasten und Frontend
Neben den Führerhäusern besteht der Wagenkasten der Vectron aus dem Untergestell und den beiden Seitenwänden. Der Wagenkasten besteht vollständig aus Stahl. Drei abnehmbare Dachsegmente bilden das Dach über dem Maschinenraum. Während die Führerhäuser weitgehend identisch bei den elektrischen wie auch bei den dieselelektrischen Varianten ausgeführt sind, unterscheiden sich das Untergestell, die Seitenwände und die Dächer bei diesen.
Die Stirnfronten des Wagenkasten werden mit sogenannten Frontenden verschlossen. Das Frontend schließt das Führerhaus nach vorne ab. Diese werden im Gegensatz zu den Fronten der ES64U2 und ES64U4 vollständig aus Stahl gefertigt und beinhalten keine GFK-Elemente. Das Frontend entspricht der Crashnorm und kann nach Unfällen getauscht werden. In das Frontend integriert sind unter anderem:
- Die Frontscheibe inklusive der Scheibenwaschanlage und Frontscheibenheizung
- Der vollständige Führertisch inklusive aller für die Fahrt notwendigen Bedienelemente
- Die Klimaanlage des Führerhauses
- Die Leuchten für die Dreilicht-Spitzensignal (mit Fernlicht), das Zugschlusssignal, bzw. Signale an Zügen gemäß nationaler Bestimmungen

Auf den Einbau von zusätzlichen Seitenfenstern in die Führerstände wurde bei den meisten Lokomotiven verzichtet, nur in den Einstiegstüren gibt es Seitenfenster. Lediglich die finnischen Breitspurlokomotiven wurden mit Seitenfenstern im Führerhaus ausgestattet.

#### Laufwerk
Die Drehgestelle werden in Krauss-Maffei-Tradition und vergleichbar mit den Vorgängerbauarten durch weit nach unten reichende, kräftig konstruierte Drehzapfen mit rechteckigem Querschnitt geführt. Sie übertragen alle Kräfte in Längs- und Querrichtung. Durch die tiefe Anlenkung des Drehzapfens wird eine Minimierung der Radsatzentlastung erwartet. Der dafür nötige Querträger in den Drehgestellrahmen ist der Grund für die im Vergleich zu Drehgestellen mit Zug-Druck-Stangen größeren Drehgestellachsstände. Die Radsätze werden über einen teilabgefederten Ritzelhohlwellenantrieb angetrieben. Die Bauart der Drehgestelle der Vectron DE und Vectron DualMode unterscheidet sich von denen der elektrischen Varianten.
Im Unterschied zu den Taurus-Varianten wurde jedoch auf den »Hochleistungsantrieb mit abgefederter Bremswelle« (HAB) verzichtet, im Gegensatz zu den ES64F4 wurde auch der dafür erforderliche Einbauraum nicht freigehalten. Äußerlich erkennbar ist das durch die damit möglich gewordenen Radscheibenbremsen. Die Drehgestelle für die Breitspuren sind so ausgelegt, dass Radsätze mit einer Spurweite bis 1676 mm einbaubar sind.

#### Fahrzeugsteuerung
Die Fahrzeugsteuerung übernimmt alle Steuerungs-, Regelungs-, Schutz- und Diagnoseaufgaben. Sie basiert auf dem Sibas-System und besteht aus den zentralen Steuergeräten, den Antriebssteuergeräten, den Farbdisplays in den Führertischen, den Bremssteuergerät und weiteren angeschlossenen Komponenten. Diese kommunizieren über den Multifunction Vehicle Bus (MVB) untereinander. Die Kommunikation innerhalb des Zugverbandes geschieht entweder über den Wire Train Bus (WTB) oder Time Division Multiplex for Multitraction Control (TMC). Letzter kann in den Betriebsarten zeitmultiplexe Doppeltraktionssteuerung (ZDS), zeitmultiplexe Mehrfachtraktionssteuerung (ZMS) und Zeitmultiplexe Wendezugsteuerung (ZWS) verwendet werden.
Die Lokomotiven können somit in Mehrfachtraktion sowohl artenrein mit anderen Vectron-Lokomotiven als auch im Mischverbund mit Lokomotiven der Baureihen 120, ES64F, ES64U2, ES64U4 und ES64F4 verkehren.

#### Zugbeeinflussung
Je nach Baureihe und Länderpaket wurden bisher Einrichtungen für folgende Zugbeeinflussungen eingebaut:
- ETCS
- LZB 80E / PZB 90
- SCMT
- ZUB262ct/Integra
- ATB-EG
- Mirel
- LS
- SHP
- EVM
- TBL1+
- ATS
- EBICAB 700 und 900

Die Integration weiterer Zugbeeinflussungssysteme ist geplant.

### Elektrische Varianten

#### Allgemeines
Die rein elektrischen Vectron-Lokomotiven werden als Ein- (Wechsel- oder Gleichspannung) oder als Mehrsystemfahrzeuge gebaut. Während die Wagenkästen, Drehgestelle und Führerräume inkl. der Stirnfronten bei allen elektrischen Versionen weitgehend identisch ausgeführt werden, unterscheiden sie sich unter anderen bei der Traktionsausrüstung und den eingesetzten Zugbeeinflussungssystemen.
Die elektrischen Lokomotiven sind prinzipiell für 160 km/h ausgelegt. Einige Varianten (wie oben angegeben) können mittels Vorrüstpaket ohne größere Umbauten auf 200 km/h hochgerüstet werden.
Die Maschinenräume der elektrischen Varianten weisen einen geraden Mittelgang, an dessen Seiten alle Gerüste und Schränke angeordnet sind, auf. Unterschiedliche Gerüste mit der gleichen Funktion haben einen festen Platz innerhalb des Maschinenraums. In einem unter dem Mittelgang liegenden Kanal verlaufen die elektrischen Steuer- und Druckluftleitungen.
Auf den beiden äußeren Dachsegmenten können jeweils bis zu zwei Stromabnehmer angeordnet sein. Die eingesetzten Stromabnehmer unterscheiden sich je nach Einsatzgebiet durch das Material und die Breite der Schleifleisten. Auf dem mittleren Dachsegment finden Überspannungsableiter, Systemwahlschalter und Dachdurchführungen ihren Platz. Im Gegensatz zu den ES64U2-, ES64U4- und ES64F4-Lokomotiven ist bei den Vectron der Wechselspannungshauptschalter nicht auf dem Dach, sondern im Maschinenraum angeordnet.
Das Untergestell der elektrischen Varianten besteht aus zwei Seitenlangträgern, einen Mittellangträger und sechs Querträgern, von denen je zwei an den Enden, über den Drehzapfen und dem Haupttransformator angeordnet sind.
Die finnischen Breitspurlokomotiven weisen die gleichen Abmessungen des Wagenkastens wie die Regelspurausführungen auf, allerdings verfügen sie über höhere Dächer mit höheren Lüftergittern zur ausreichenden Kühlluftzufuhr auch bei Vereisung dieser Gitter. Außerdem haben sie noch einige andere Besonderheiten: ein geändertes Frontend mit einem Prallschild, Führerstandsseitenfenster mit Spiegel, zwischen Stirnfront und Führerstandstür einen Trittwulst statt separater Aufstiegsleiter und neben die Kuppeldosen der Zugsammelschiene verlegte Steckdosen für das UIC-Kabel. Die wegen der einheitlichen Wagenkästen ebenfalls vorhandenen Einbauplätze der UIC-Leitung in Regelausführung sind blindgeschlossen. Die Maschinen werden mit Mittelpufferkupplungen in »Unilink«-Ausführung mit integrierter Kuppelkette und zusätzlichen Seitenpuffern ausgeliefert. Die Lokomotiven haben zwei Rangiermodule mit einer Gesamtleistung von 360 kW.

#### Drehgestelle

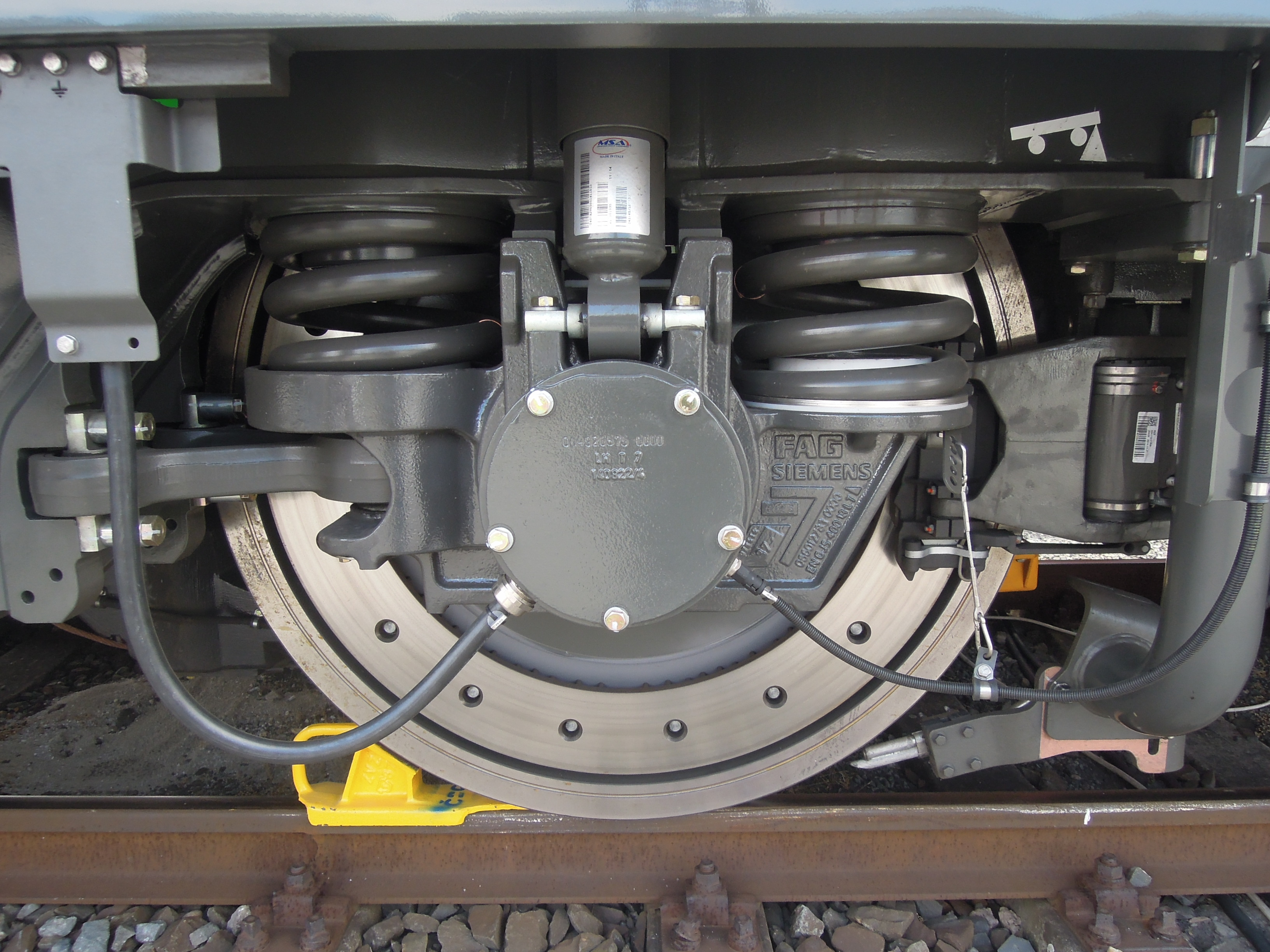
Radsatzlager mit Dreieckslenker (links), Primärfederung und Bremszange (rechts)

Die elektrischen Lokomotiven laufen auf Drehgestellen vom Typ SF4. Diese stellen eine Weiterentwicklung der Drehgestellbauarten SF1, welche bei den ES64U2 (Reihen 1016 und 1116 der ÖBB, sowie 182 der DB), ES64U4 (ÖBB-1216 und baugleiche) verwendet wurden und SF2 der ES64F4 (DB-Reihe 189), dar.
Die beiden Drehgestelle sind als vollständig geschweißte, geschlossene Rahmenkonstruktion ausgeführt. Die beiden gekröpften Drehgestell-Langträger sind durch zwei Kopfquerträger und einen Mittelquerträger miteinander verbunden. In den Mittelquerträger taucht der tiefangelenkte, quadratische Drehzapfen ein, der die horizontalen Kräfte zwischen Drehgestell und Wagenkasten aufnimmt. Der Wagenkasten stützt sich über insgesamt acht Flexicoil-Schraubenfedern, die paarweise, quer zur Fahrtrichtung angeordnet sind, auf die Drehgestelle ab. Der Antrieb erfolgt über einen Ritzelhohlwellenantrieb. Die Fahrmotoren sind am Mittelquerträger und an den Kopfquerträgern an drei Punkten federnd gelagert. Das Getriebegehäuse mit Ritzel und Großrad sitzt ungefedert auf der Radsatzwelle. Die Primärfederung zwischen Drehgestellrahmen und Radsatzlagergehäuse erfolgt je Fahrzeugseite über zwei kurze Schraubenfedern mit Dämpfern. Die Übertragung der Längskräfte erfolgt über horizontale Dreieckslenker. Diese weisen in Längsrichtung eine geringere Federsteifigkeit auf als in Querrichtung, bedingt durch die besondere Form der Silentbuchsen an den Radsatzlagern. Hierdurch erfolgt eine passive Radialstellung der Radsätze bei Bogenfahrten. An den Kopfquerträgern sind die Bremszangen und an den Radscheiben die Bremsscheiben der Scheibenbremsen befestigt.
Die Radscheiben haben im Neuzustand einen Nenndurchmesser von 1250 mm und können bis zu einem Durchmesser von 1170 mm abgefahren werden.
An den Drehgestellrahmen werden je nach eingesetzten Zugbeeinflussungssystemen die dazugehörenden Fahrzeugmagnete und Antennen angebracht. Eine Ausrüstung mit Aktiven Drehdämpfern (ADD), welche den Ausdrehwinkel des Drehgestells aktiv beeinflussen, ist ebenfalls möglich. Dadurch verringert sich der Verschleiß der Radsätze und es verbessert sich der Kraftschluss zwischen Rad und Schiene.

#### Rangiermodul
Eine weitere Ausrüstungsoption stellen Rangiermodule dar, die in die Vectron AC und DC eingebaut werden können. Damit können im Rangierdienst fahrleitungslose Gleise mit geringer Geschwindigkeit befahren werden, um beispielsweise nicht elektrifizierte Gleisanschlüsse ohne separate Diesellok zu bedienen, in Containerterminals Ganzzüge zuzustellen oder die Lokomotive in Systemwechselbahnhöfen umzusetzen.
Es wurden unterschiedliche Rangiermodule entwickelt:
- Das sogenannte Diesel Power Modul (›DPM‹)[33] besteht aus einem Reihensechszylinder-Dieselmotor Steyr Motors M16 UI[34] mit 180 kW Leistung und erreicht Abgaswerte nach EU-Norm IIIb.[33] An diesen ist ein wassergekühlter und permanenterregter Generator angeflanscht. Eine ebenfalls in das Rangiermodul integrierte Kühlanlage sorgt für die notwendige Wärmeabfuhr.[35][33]
- Das sogenannte Batterie Power Modul besteht aus einem Hochvolt-Lithium-Ionen-Batteriesystem mit Batterie Managementsystem zur Lade- und Entladeleistungssteuerung.[20]

#### Schienenkonditionierungssystem XLoad
Das Schienenkonditionierungssystem XLoad ermöglicht die Beförderung hoher Anhängelasten auf bogenreichen Bergstrecken durch die zuverlässige Übertragung der Zugkraft auch bei schlechten Witterungsbedingungen. Neben einer verbesserten Adhäsionsregelung kommt zusätzlich eine Einrichtung zum Einsatz, die mit Druckluft die Schienen vor den Führungsrädern reinigt. Das Ausrüstungspaket, welches die Reibwertausnutzung verbessert, kann bei neuen Fahrzeugen mitbestellt oder bei bereits ausgelieferten Lokomotiven nachgerüstet werden.
Die 193 930 mit XLoad beförderte im Frühjahr 2022 auf der langen 12-Promille-Steigung der Bözbergstrecke eine Anhängelast von 2000 Tonnen und auf der 27 Promille steilen Lötschberg-Nordrampe 1020 Tonnen.

### Vectron DE
Vectron DE ist die Diesellokomotivbauart der Produktfamilie und wurde aus dem Modell ER 20 mit einem leicht stärkeren Motor ausgestattet sowie die Fronten dem Vectron angepasst. Der Maschinenraum ist in drei Kammern unterteilt: hinter Führerraum 1 die Elektrokammer u. a. mit dem Stromrichterblock, die mittige Dieselmotorkammer sowie die Kühlerkammer mit Dieselmotorkühler und Hydrostatiklüfter, Bremswiderstand und Zugsicherungsschrank. Der Lokkasten ist etwa einen Meter länger als der der elektrischen Lokomotiven. Der Sechzehnzylinder-V-Motor vom Typ MTU 16V 4000 R84 entspricht mit seinen Abgaswerten der EU-Norm Stage IIIB. Über dem Dieselmotor sind ein Partikelfilter und der Schalldämpfer untergebracht.
Der Motor treibt einen fremderregten Drehstromsynchrongenerator an. Der erzeugte Drehstrom wird über eine ungesteuerte Gleichrichterbrücke in einen Gleichspannungszwischenkreis eingespeist, welcher zwei Pulswechselrichter versorgt. Die zwei Fahrmotoren eines Drehgestells werden von je einem Pulswechselrichter gespeist. Ebenfalls aus dem Zwischenkreis wird der Hilfsbetriebeumrichter gespeist, welcher die Hilfsbetriebe der Lokomotive mit 440 V Dreiphasenwechselspannung mit 60 Hz versorgt. Durch diese Anordnung kann beim elektrischen Bremsen die erzeugte elektrische Energie für die Versorgung der Hilfsbetriebe genutzt werden. Die überschüssige Energie wird mithilfe eines Bremswiderstandes in Wärme umgewandelt. Die Bremswiderstände haben eine Leistung von 1700 kW und sind in Turmbauform ausgeführt.
Die dieselelektrischen Lokomotiven laufen wie schon die ER 20 auf Drehgestellen vom Typ SF3. Diese weisen gegenüber den Drehgestellen SF4 kleinere Raddurchmesser und aufgrund der geringeren Leistung der Fahrmotoren einen kleineren Achsstand auf.

### Vectron Dual Mode

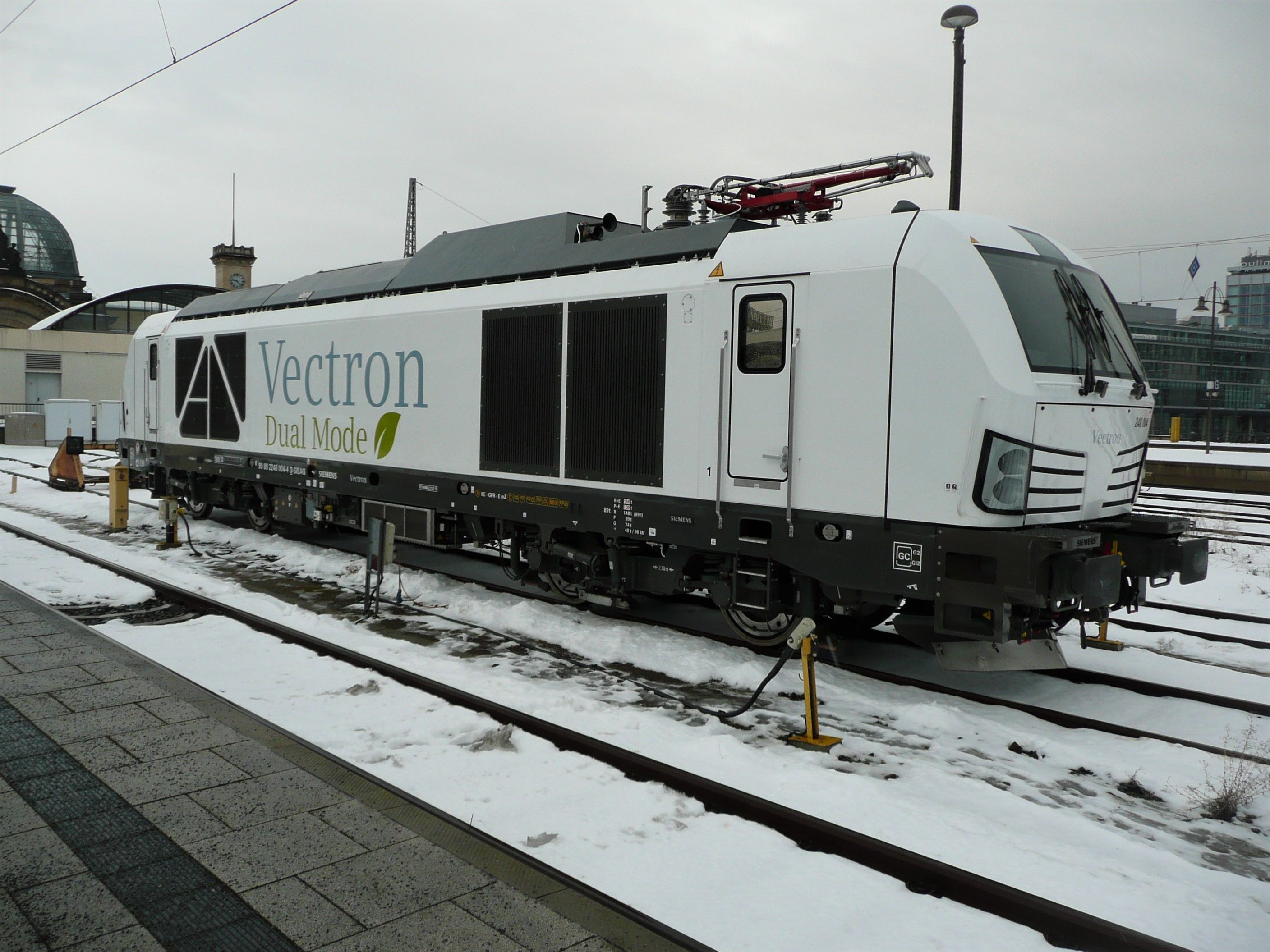
248 004 als Siemens-Vorführlok in Dresden Hauptbahnhof

Die Vectron Dual Mode (in Deutschland als Baureihe 248 bezeichnet) ist eine Weiterentwicklung des Vectron DE zur Zweikraftlokomotive, bei der die Energie wahlweise mit dem Dieselmotor erzeugt oder aus der Oberleitung entnommen werden kann. Wie die Vectron DE-Lokomotiven sind auch die Vectron Dual Mode-Lokomotiven mit einem Dieselmotor MTU 16V 4000 R84 mit einer Leistung von 2400 kW ausgestattet. Die Abgaswerte wurden weiter optimiert, sodass dieser nun die EU-Norm Stage V erfüllt. Zusätzlich verfügen die Lokomotiven auf dem Dach über eine Hochspannungsausrüstung mit Stromabnehmer, Hauptschalter mit integriertem zweipoligen Erdungstrenner sowie zwei Überspannungsableitern. Der unterflur zwischen den Drehgestellen angeordnete Kraftstofftank wurde entsprechend dem zu erwartenden geringeren Kraftstoffverbrauch verkleinert, um Platz für den Haupttransformator und einen kombinierten Transformatorölkühler und -wärmetauscher zu gewinnen. Zwei dem Haupttransformator nachgeschaltete Vierquadrantensteller speisen in denselben Gleichspannungs-Zwischenspannungskreis wie der Gleichrichter des Generators. Aus dem Gleichspannungs-Zwischenkreis werden zwei Pulswechselrichter gespeist, die jeweils die beiden Fahrmotoren eines Drehgestells versorgen.
Gegenüber dem Vectron DE erhöht sich bei der Vectron Dual Mode die Radsatzlast auf 22,5 t.
Die Lokomotiven für DB Fernverkehr haben eine maximale, elektrische Leistung an der Zugsammelschiene von 480 kVA.

### Vectron Dual Mode Light

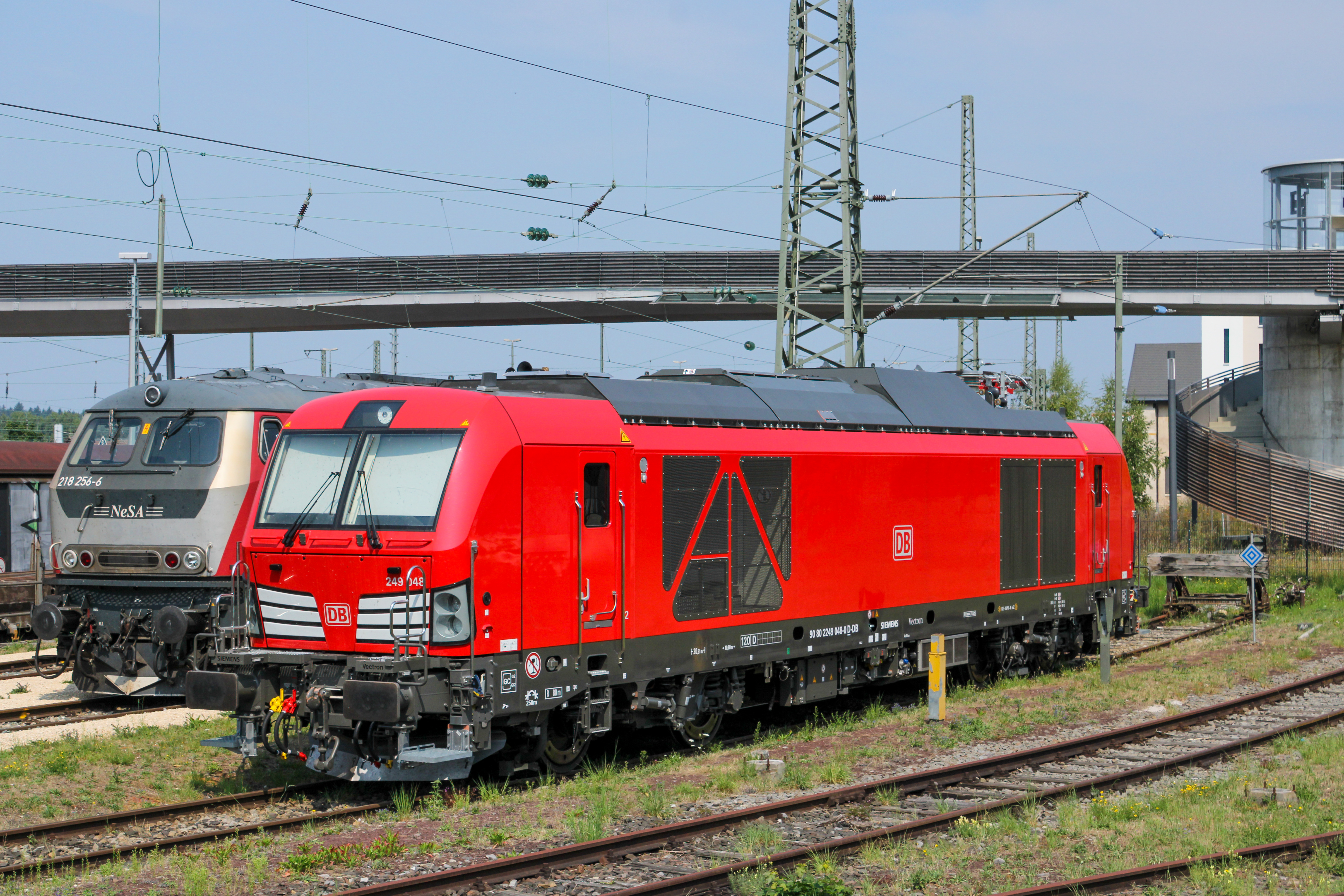
249 048 in Aalen Hbf

Die Vectron Dual Mode light (Baureihe 249) wurde für das ‌Befahren von Gleisanschlüssen mit leichtem Oberbau etwas leichter ausgeführt, die Radsatzlast ist auf 21 t verringert. Dies wird durch die Beschneidung der Traktionsleistung in beiden Antriebsmodi und dem Einbau des im Vergleich zum MTU-Dieselmotor schwächeren Dieselmotors vom Typ Cummins Stage V QST30 erreicht. Die Höchstgeschwindigkeit sinkt in Anbetracht des Aufgabenspektrums gemischter Strecken- und Rangierdienste auf 120 km/h. Weitere Unterschiede sind die Ausrüstung mit Rangiertritten und -griffen, Hemmschuhhaltern an allen vier Ecken, zusätzlichen Überwachungskameras zur Überwachung des Raumes an den Kupplungen und Warnleuchten für den Betrieb mit Funkfernsteuerung. Einige Lokomotiven erhielten ab Werk auch eine Rangierkupplung Rk900. Die Führerstände wurden mit einem zusätzlichen Schwanenhalsmikrofon versehen.
Alle ab Juni 2025 ausgelieferten Lokomotiven sind mit einer ETCS-Fahrzeugausrüstung ausgestattet; die bis dahin ausgelieferten Lokomotiven werden nachgerüstet.

### Technische Daten
|                                | Vectron MS, AC, DC                                                                 | Vectron DE                                         | Vectron DM                                                                 | Vectron DM light                                                           |
| ------------------------------ | ---------------------------------------------------------------------------------- | -------------------------------------------------- | -------------------------------------------------------------------------- | -------------------------------------------------------------------------- |
| Länge über Puffer              | 18 980 mm                                                                          | 19 980 mm                                          | 19 975 mm                                                                  | 19 975 mm, (20 510 mm) 1                                                   |
| Breite                         | 3010 mm                                                                            | 3020 mm                                            | 3024 mm                                                                    | 3020 mm                                                                    |
| Höhe                           | 4250 mm                                                                            | 4220 mm                                            | 4220 mm                                                                    | 4220 mm                                                                    |
| Drehgestellachsstand           | 3000 mm                                                                            | 2700 mm                                            | 2700 mm                                                                    | 2700 mm                                                                    |
| Drehzapfenabstand              | 9500 mm                                                                            | 10 800 mm                                          | 10 800 mm                                                                  | 10 800 mm                                                                  |
| Gesamtradstand                 | 12 500 mm                                                                          | 13 500 mm                                          | 13 500 mm                                                                  | 13 500 mm                                                                  |
| Achslast                       | maximal 22,5 t                                                                     | maximal 22 t                                       | maximal 22,5 t                                                             | maximal 21 t                                                               |
| Achsfolge                      | Bo’Bo’                                                                             | Bo’Bo’                                             | Bo’Bo’                                                                     | Bo’Bo’                                                                     |
| Raddurchmesser neu / abgenutzt | 1250 mm / 1160 mm                                                                  | 1100 mm / 1020 mm                                  | 1100 mm / 1020 mm                                                          | 1100 mm / 1020 mm                                                          |
| Spurweite                      | 1435 mm (1524 mm)                                                                  | 1435 mm                                            | 1435 mm                                                                    | 1435 mm                                                                    |
| Leistung                       | 6,4 MW (~ Hochleistungsversion) 5,6 MW (~ Mittelleistungsversion) 5,2 MW (=)       | 2,4 MW am Dieselmotor 2,0 MW am Rad                | 2,4 MW am Dieselmotor 2,0 MW Dieselbetrieb am Rad 2,4 MW elektrisch am Rad | 0,95 MW Dieselmotor 0,75 MW Dieselbetrieb am Rad 2,21 MW elektrisch am Rad |
| Anfahrzugkraft                 | 300 / 320 / 350 kN                                                                 |                                                    | 300 kN                                                                     | 300 kN                                                                     |
| Elektrische Bremskraft         | 150 kN (optional 240 kN)                                                           | 150 kN                                             | 150 kN                                                                     | 150 kN                                                                     |
| Höchstgeschwindigkeit          | 160 / 200 / 230 km/h                                                               | 160 km/h                                           | 160 km/h                                                                   | 120 km/h                                                                   |
| Antrieb                        | elektrisch (dieselelektrisch) (Steyr Motors M16 UI)                                | dieselelektrisch (MTU 16V 4000 R84)                | elektrisch und dieselelektrisch (MTU 16V 4000 R84)                         | elektrisch und dieselelektrisch (Cummins QST30-L)                          |
| Tankvolumen                    | (350 l)                                                                            | 4000 l                                             | 2600 l                                                                     | 1500 l, ? l (AdBlue)                                                       |
| Kraftübertragung               | teilabgefederter Antrieb (Ritzelhohlwellenantrieb)                                 | teilabgefederter Antrieb (Ritzelhohlwellenantrieb) | teilabgefederter Antrieb (Ritzelhohlwellenantrieb)                         | teilabgefederter Antrieb (Ritzelhohlwellenantrieb)                         |
| Fahrleitungsspannung           | 15 kV, 16,7 Hz ~ 25 kV, 50 Hz ~ 1,5 kV = 3 kV = unterschiedliche Varianten möglich | –                                                  | 15 kV, 16,7 Hz ~ (25 kV, 50 Hz ~) 2                                        | 15 kV, 16,7 Hz ~                                                           |
| Fahrzeugbegrenzungslinie       | UIC 505-1                                                                          | UIC 505-1                                          |                                                                            |                                                                            |

## Wettbewerber
Der bedeutendste Wettbewerber am Markt ist Alstom mit den Lokfamilien Traxx Universal (ehemals von Bombardier Transportation) und Prima. Eine stückzahlmäßig geringere Rolle, aber mit ähnlichen Anwendungsbereichen, spielen die Hersteller Stadler (ehemals Vossloh) mit der Baureihe Euro4000 / Eurodual sowie Škoda mit der Baureihe 109E. Neuere polnische Entwicklungen sind die Lokomotiven Pesa Gama und Newag Griffin. Alle weisen ähnliche modulare Konzepte auf, bei denen ein einziger Lokkasten für alle Varianten – sowohl Güter- als auch Personenverkehr und sowohl Diesel- als auch elektrische Lokomotiven – verwendet werden kann.

## Zulassungen
Länderzulassungen, die nicht eindeutig der Lokomotivvariante zugeordnet werden können, wurden anhand einer vergleichenden Betrachtung umliegender Länder und der Bahnstromsysteme angenommen und sind in der nachfolgenden Liste eingeklammert (x).
| Land        | MS | AC  | DC  | DE | DM | DM light | Belege                      |
| ----------- | -- | --- | --- | -- | -- | -------- | --------------------------- |
| Belgien     | x  | (x) | (x) |    |    |          | [ 47 ]                      |
| Bulgarien   | x  | x   |     |    |    |          | [ 48 ] [ 49 ]               |
| Dänemark    |    | x   |     |    |    |          | [ 50 ]                      |
| Deutschland | x  | x   |     | x  | x  | x        | [ 51 ] [ 31 ] [ 52 ] [ 53 ] |
| Finnland    |    | x   |     |    |    |          | [ 54 ]                      |
| Italien     | x  |     | x   |    |    |          | [ 55 ] [ 56 ]               |
| Kroatien    | x  | x   |     |    |    |          | [ 57 ]                      |
| Niederlande | x  |     |     |    |    |          | [ 58 ]                      |
| Norwegen    |    | x   |     |    |    |          | [ 59 ]                      |
| Österreich  | x  | x   |     | x  | x  |          | [ 60 ] [ 61 ] [ 62 ]        |
| Polen       | x  |     | x   |    |    |          | [ 63 ] [ 64 ]               |
| Rumänien    | x  | x   |     |    |    |          | [ 65 ]                      |
| Schweden    |    | x   |     |    |    |          | [ 66 ]                      |
| Schweiz     | x  | x   |     |    |    |          | [ 48 ]                      |
| Serbien     | x  | (x) |     |    |    |          | [ 48 ]                      |
| Slowakei    | x  | x   |     |    |    |          | [ 67 ]                      |
| Slowenien   | x  |     |     |    |    |          | [ 57 ]                      |
| Tschechien  | x  | x   | x   |    |    |          | [ 68 ]                      |
| Türkei      | x  | x   | x   | x  |    |          | [ 69 ]                      |
| Ungarn      | x  | x   |     |    |    |          | [ 70 ]                      |

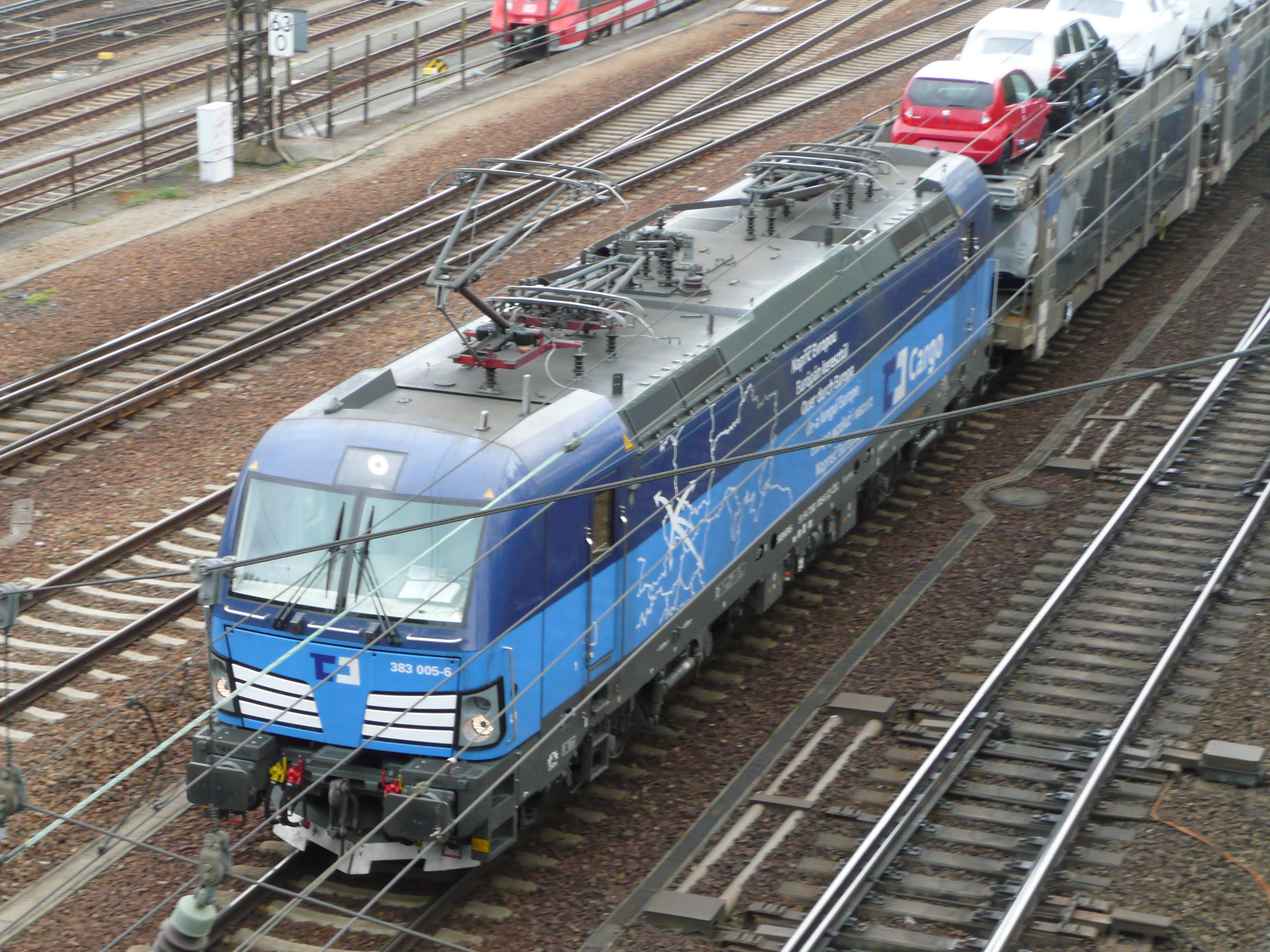
Vectron MS (91 54 7 383 005) der ČD Cargo mit Güterzug in Dresden Hbf (2017)

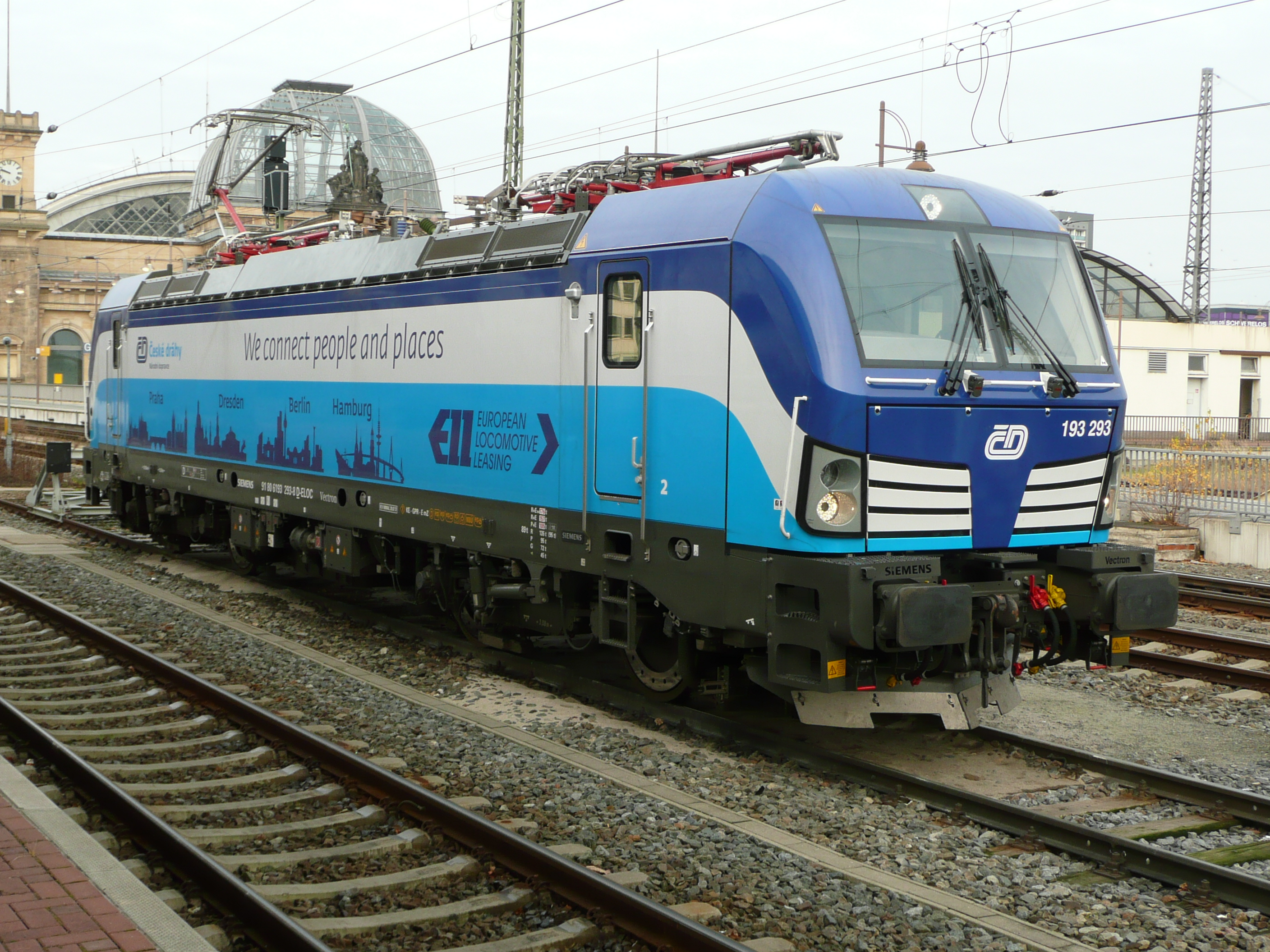
Vectron MS (91 80 6193 293) für die Bespannung der EuroCity-Züge der Linie Hamburg–Berlin–Prag in Dresden Hbf (2017)

Seit 2019 bemüht sich Siemens um eine Zulassung in Frankreich.

## Kunden
| Bild | Jahr                                    | Besteller                                                                              | Anzahl      | Option  | Typ      | Spurweite in mm | Rangier-modul | Beleg                                                                   | Bemerkungen |
| ---- | --------------------------------------- | -------------------------------------------------------------------------------------- | ----------- | ------- | -------- | --------------- | ------------- | ----------------------------------------------------------------------- | --- |
|      | 2010                                    | Railpool                                                                               | 006         | 000     | AC       | 1435            |               | [ 72 ]                                                                  | 91 80 6 193 801–806 D-RPOOL |
|      | 2012                                    | LocoItalia                                                                             | 002         | 000     | DC       | 1435            |               | [ 73 ]                                                                  | 91 83 2 191 002–003 I-FMR |
|      | 2012                                    | DB Cargo Polska                                                                        | 023         | 013     | DC       | 1435            |               | [ 74 ]                                                                  | 91 51 5 170 035–057 |
|      | 2013                                    | Mitsui Rail Capital Europe (MRCE)                                                      | 015         | 000     | AC       | 1435            |               | [ 75 ]                                                                  | 91 80 6 193 850–860, 870–873 D-DISPO |
|      | 2013                                    | CargoServ                                                                              | 001         | 000     | AC       | 1435            |               | [ 76 ]                                                                  | 91 81 1193 890 A-CARGO |
|      | 2013                                    | boxXpress.de                                                                           | 004         | 000     | AC       | 1435            |               | [ 77 ]                                                                  | 91 80 6 193 840–841, 880–881 D-BOXX |
|      | 2013                                    | Paribus Gruppe (Vermietung durch Northrail GmbH)                                       | 002         | 000     | AC       | 1435            |               | [ 78 ]                                                                  | 91 80 6 193 921–922 D-NRAIL |
|      | 2013                                    | VR-Yhtymä Oy (VR)                                                                      | 080         | 097     | AC       | 1524            | ×             | [ 79 ]                                                                  | 91 10 3 103 301–347 |
|      | 2014                                    | Compagnia Ferroviaria Italiana (CFI)                                                   | 002         | 000     | DC       | 1435            | nachrüstbar   | [ 80 ]                                                                  | 91 83 2 191 011–012 I-CFI |
|      | 2014                                    | European Locomotive Leasing (ELL) 2                                                    | 013 037     | 000     | MS AC    | 1435            |               | [ 81 ]                                                                  | 91 80 6 193 205–207, 214–216, 220–222, 226–227, 232, 239 193 201–204, 208–213, 217–219, 223–225, 228–231, 233–238, 240–246, 250–251, 831–832 D-ELOC |
|      | 2014                                    | mgw Service                                                                            | 001         | 000     | AC       | 1435            |               | [ 82 ]                                                                  | 91 80 6 193 845 D-MGW |
|      | 2014                                    | Railpool                                                                               | 005         | 000     | AC       | 1435            |               | [ 83 ]                                                                  | 91 80 6 193 810–814 D-RPOOL |
|      | 2014                                    | Mitsui Rail Capital Europe (MRCE)                                                      | 020         | 000     | AC       | 1435            |               | [ 84 ]                                                                  | 91 80 6 193 600–606, 861–867, 874–879 D-DISPO |
|      | 2014                                    | boxXpress.de                                                                           | 004         | 000     | AC       | 1435            |               | [ 85 ]                                                                  | 91 80 6 193 842–843, 882–883 D-BOXX |
|      | 2014                                    | Wiener Lokalbahnen Cargo (WLC)                                                         | 001         | 000     | AC       | 1435            |               | [ 86 ]                                                                  | 91 81 1193 980 A-WLC |
|      | 2015                                    | Prüfcenter Wegberg-Wildenrath                                                          | 001         | 000     | DE       | 1435            | •             |                                                                         | 247 901 |
|      | 2015                                    | BLS Cargo AG                                                                           | 015         | 000     | MS       | 1435            |               | [ 87 ]                                                                  | 91 85 4 475 401–415 CH-BLSC |
|      | 2015                                    | ENON & Eisenbahngesellschaft Potsdam (EGP)                                             | 001         | 000     | AC       | 1435            |               | [ 88 ]                                                                  | 91 80 6 193 848 D-EGP |
|      | 2015                                    | ITL Eisenbahngesellschaft                                                              | 006         | 000     | MS       | 1435            |               | [ 89 ]                                                                  | 91 80 6 193 891–896 D-ITL |
|      | 2015 2019                               | PKP Cargo                                                                              | 015 005     | 000     | MS       | 1435            |               | [ 90 ] [ 91 ]                                                           | 5 370 013–027 5 370 029–033 |
|      | 2015                                    | Mitsui Rail Capital Europe (MRCE) 3                                                    | 011         | 000     | MS       | 1435            |               | [ 92 ]                                                                  | 91 80 6 193 640–650 D-DISPO |
|      | 2015                                    | Mitsui Rail Capital Europe (MRCE) 3                                                    | 009         | 000     | AC       | 1435            |               |                                                                         | 91 80 6 193 607–614, 616 D-DISPO |
|      | 2015                                    | Mitsui Rail Capital Europe (MRCE) 3                                                    | 001         | 000     | AC       | 1435            | ×             |                                                                         | 91 80 6 193 615 D-DISPO |
|      | 2015                                    | Railpool                                                                               | 003         | 000     | AC       | 1435            |               | [ 93 ]                                                                  | 91 80 6 193 815–817 D-RPOOL |
|      | 2015                                    | DB Cargo Italia, angemietet bei Unicredit Leasing                                      | 008         | 000     | DC       | 1435            |               | [ 94 ]                                                                  | 91 83 2 191 013–020 I-NC |
|      | 2015                                    | EP Cargo                                                                               | 001         | 000     | MS       | 1435            |               | [ 95 ]                                                                  | 91 80 6 193 823 D-LTEU |
|      | 2015                                    | Prvá Slovenská Železnicná (PSŽ)                                                        | 001         | 000     | MS       | 1435            |               | [ 96 ]                                                                  | 91 80 6 193 820 D-PSZ |
|      | 2016                                    | Lokomotion                                                                             | 008         | 000     | MS       | 1435            |               | [ 97 ]                                                                  | 91 80 6 193 770–777 D-LM |
|      | 2016 2017                               | Alpha Trains, vermietet an TX Logistik AG Germany                                      | 006 004     | 000     | MS       | 1435            |               | [ 98 ] [ 99 ]                                                           | 91 80 6 193 550–555 91 80 6 193 556–559 D-ATLU |
|      | 2016                                    | ČD Cargo                                                                               | 005         | 000     | MS       | 1435            |               | [ 100 ]                                                                 | 91 54 7 383 001–005 |
|      | 2016                                    | PIMK                                                                                   | 001         | 000     | AC       | 1435            |               | [ 101 ]                                                                 | 1 380 962 |
|      | 2016                                    | Railpool                                                                               | 015         | 000     | AC       | 1435            |               | [ 102 ]                                                                 | 91 80 6 193 824–828, 990–999 D-RPOOL |
|      | 2016                                    | European Locomotive Leasing (ELL) 2                                                    | 081 020     | 000     | MS AC    | 1435            |               | [ 103 ] [ 48 ]                                                          | 91 80 6 193 256–263, 268–273, 276, 278–283, 285–286, 289–299, 720, 722–752, 754–762, 764–766, 829–830, 839 193 247–249, 252–255, 264–267, 274–275, 277, 284, 287–288, 721, 753, 763 D-ELOC |
|      | 2016                                    | Mitsui Rail Capital Europe (MRCE)                                                      | 010         | 000     | MS       | 1435            |               | [ 104 ]                                                                 | 91 80 6 193 651–660 D-DISPO |
|      | 2016                                    | Hector Rail 3, angemietet bei Beacon Rail Leasing                                      | 002         | 000     | AC       | 1435            |               | [ 105 ]                                                                 | 91 80 6 193 923–924 D-HCTOR |
|      | 2016                                    | Hector Rail 3, angemietet bei Beacon Rail Leasing                                      | 011         | 000     | AC       | 1435            | ×             | [ 106 ]                                                                 | 91 74 6 243 103–113 |
|      | 2016                                    | Hector Rail 3                                                                          | 006         | 000     | AC       | 1435            | ×             | [ 107 ]                                                                 | 91 74 6 243 114–120 |
|      | 2016                                    | mgw Service                                                                            | 001         | 000     | MS       | 1435            |               | [ 108 ]                                                                 | 91 80 6 193 846 D-MGW |
|      | 2016                                    | Compagnia Ferroviaria Italiana (CFI)                                                   | 002         | 000     | DC       | 1435            | nachrüstbar   | [ 109 ]                                                                 | 91 83 2 191 009–010 I-CFI |
|      | 2016                                    | railCare                                                                               | 007         | 000     | AC       | 1435            | ×             | [ 110 ]                                                                 | 91 85 4 476 451–457 CH-RLC |
|      | 2016                                    | Infraleuna GmbH                                                                        | 001         | 000     | DE       | 1435            | •             | [ 111 ]                                                                 | 247 907 |
|      | 2016                                    | Mitsui Rail Capital Europe (MRCE)                                                      | 015         | 000     | MS       | 1435            |               | [ 112 ]                                                                 | 91 80 6 193 661–675 D-DISPO |
|      | 2017                                    | SBB Cargo International, angemietet bei der LokRoll AG                                 | 018         | 000     | MS       | 1435            |               | [ 113 ]                                                                 | 91 80 6 193 461–478 D-SIEAG |
|      | 2017 2018 2019 2021 2022 2023 2024 2025 | Österreichische Bundesbahnen (ÖBB) 2 4                                                 | 200         | 000     | MS       | 1435            |               | [ 114 ] [ 115 ] [ 116 ] [ 117 ] [ 118 ] [ 119 ] [ 120 ] [ 121 ] [ 122 ] | Bestellungen: 2017: 30 der Variante A35 2017: 17 Stück der Variante A35 2019: 33 Stück der Variante A35 und 30 Stück der Variante A60 2021: 5 Stück der Variante A35 2022: 10 Stück der Variante A35 2023: 28 Stück der Variante A35 und 20 Stück für den Personenverkehr 2025: 29 Stück inklusive der technischen Erweiterung X-Load 91 81 1293 001–085, 173–200 A-ÖBB |
|      | 2017                                    | Österreichische Bundesbahnen (ÖBB) 2 4                                                 | 000         |         | AC       | 1435            |               |                                                                         | |
|      | 2017                                    | Österreichische Bundesbahnen (ÖBB) 2 4                                                 | 000         |         | AC       | 1435            | ×             |                                                                         | |
|      | 2017                                    | Raaberbahn (GySEV) 3                                                                   | 002 003 004 | 000     | AC MS AC | 1435            | × -           | [ 123 ] [ 124 ]                                                         | 471 005–006 471 500–502 471 001–004 |
|      | 2017                                    | Unipetrol Transport                                                                    | 003         | 000     | MS       | 1435            |               | [ 125 ]                                                                 | 91 54 7 383 050–052 |
|      | 2017                                    | ITL Eisenbahngesellschaft                                                              | 008         | 000     | MS       | 1435            |               | [ 126 ]                                                                 | 193 781–786, 193 897–898 |
|      | 2017                                    | ČD Cargo                                                                               | 003         | 000     | MS       | 1435            |               | [ 127 ]                                                                 | 91 54 7 383 006–008 |
|      | 2017                                    | Hupac                                                                                  | 008         | 000     | MS       | 1435            |               | [ 128 ]                                                                 | 91 80 6 193 490–493 D-SIEAG, 494–497 D-BLSC |
|      | 2017                                    | InRail 3                                                                               | 001 001 001 | 000     | DC MS DC | 1435            | - x           | [ 129 ]                                                                 | 91 83 2 191 001 I-INR 91 80 6 193 847 D-INR 91 83 2 191 100 I-INR |
|      | 2017 2019                               | DB Cargo                                                                               | 60 40       | 000     | MS       | 1435            |               | [ 130 ] [ 131 ] [ 132 ]                                                 | 91 80 6 193 300–359 D-DB 91 80 6 193 360–399 D-DB |
|      | 2017                                    | Mitsui Rail Capital Europe (MRCE) 3                                                    | 010 020     | 000 020 | MS DC    | 1435            |               | [ 112 ]                                                                 | 91 80 6 193 700–709 D-DISPO 91 83 2 191 021–040 I-DISPO (021 und 022 aus Umbau) |
|      | 2017                                    | boxXpress.de                                                                           | 004         | 000     | MS       | 1435            |               | [ 133 ]                                                                 | 91 80 6 193 833–836 D-BOXX |
|      | 2017                                    | ZSSK, angemietet bei Rolling Stock Lease (ehem. S Rail Lease)                          | 020         | 000     | MS       | 1435            |               | [ 134 ]                                                                 | 6 383 101–110, 6 383 201–210 |
|      | 2017                                    | RDC Autozug Sylt GmbH                                                                  | 002         | 000     | DE       | 1435            | •             | [ 135 ]                                                                 | 247 908–909 |
|      | 2017                                    | Stern & Hafferl Verkehrsgesellschaft                                                   | 001         | 000     | DE       | 1435            | •             | [ 136 ]                                                                 | 1 247 905 |
|      | 2017                                    | ENON & Eisenbahngesellschaft Potsdam (EGP)                                             | 001         | 000     | AC       | 1435            |               | [ 137 ]                                                                 | 91 80 6 193 838 D-EGP |
|      | 2018                                    | Adria Transport                                                                        | 001         | 000     | MS       | 1435            |               | [ 138 ]                                                                 | 91 80 6 193 822 D-LTE |
|      | 2018                                    | DMV Cargo Rail                                                                         | 002         | 000     | AC       | 1435            |               | [ 139 ]                                                                 | 1 080 961, 1 081 972 |
|      | 2018                                    | Cargounit (ehem. Industrial Division)                                                  | 001         | 000     | MS       | 1435            |               | [ 140 ]                                                                 | 91 51 5 370 028 |
|      | 2020 2021 2022                          | Danske Statsbaner (DSB)                                                                | 008 026 008 | 000     | AC       | 1435            |               | [ 141 ] [ 47 ] [ 142 ] [ 143 ]                                          | 91 86 0 003 201–208 91 86 0 003 209–226; 91 86 0 003 235–242 91 86 0 003 227–234 |
|      | 2018                                    | Mitsui Rail Capital Europe (MRCE) 3                                                    | 020 005     | 000     | MS DC    | 1435            |               | [ 144 ]                                                                 | 91 80 6 193 620–629, 710–719 D-DISPO 91 83 2 191 041–042 I-DISPO |
|      | 2018                                    | Srbija Kargo                                                                           | 016         | 000     | MS       | 1435            |               | [ 145 ] [ 146 ]                                                         | 91 80 6 193 903–918 D-SKG |
|      | 2018                                    | LocoItalia                                                                             | 004         | 015     | DC       | 1435            | ×             | [ 147 ]                                                                 | 91 83 2 191 101–104 I-LCIT |
|      | 2018                                    | EP Cargo                                                                               | 001         | 000     | MS       | 1435            |               | [ 148 ]                                                                 | 91 80 6 193 844 D-LTEU |
|      | 2018                                    | RTB Cargo                                                                              | 003         | 000     | MS       | 1435            |               | [ 149 ]                                                                 | 9180 6 193 791–793 D-ELOC |
|      | 2018                                    | ČD Cargo                                                                               | 004         | 000     | MS       | 1435            |               | [ 150 ]                                                                 | 91 54 7 383 009–012 |
|      | 2018                                    | EP Cargo                                                                               | 003         | 007     | MS       | 1435            |               | [ 151 ]                                                                 | 91 54 7 383 060–062 |
|      | 2019                                    | DB Cargo                                                                               | 004         | 000     | MS       | 1435            |               | [ 152 ]                                                                 | 91 80 6 193 560–563 D-DB |
|      | 2019                                    | Slovenská plavba a prístavy (SPAP) / Budamar Group                                     | 005         |         | MS       | 1435            |               | [ 153 ] [ 154 ]                                                         | 383 211–215 |
|      | 2019                                    | Advanced World Transport (AWT)                                                         | 003         |         | MS       | 1435            |               | [ 155 ]                                                                 | 7 383 053–055 |
|      | 2019                                    | Metrans                                                                                | 010         |         | MS       | 1435            |               | [ 156 ]                                                                 | 91 54 7 383 401–410 |
|      | 2019                                    | Rail Transport Service (RTS)                                                           | 002         | 000     | DE       | 1435            | •             | [ 157 ]                                                                 | 247 902–903 |
|      | 2019                                    | Cargounit (ehem. Industrial Division)                                                  | 005         |         | MS       | 1435            |               | [ 158 ]                                                                 | 91 51 5 370 035–039 |
|      | 2019                                    | InRail                                                                                 | 001         | 000     | DC       | 1435            |               |                                                                         | 91 83 2 191 004 I-INR |
|      | 2019                                    | SBB Cargo International, angemietet bei der SüdLeasing                                 | 020         | 000     | MS       | 1435            |               | [ 159 ]                                                                 | 91 80 6 193 516–535 D-SIEAG |
|      | 2019                                    | BLS Cargo AG                                                                           | 025         | 000     | MS       | 1435            |               | [ 160 ]                                                                 | 91 85 4 475 416–440 CH-BLSC |
|      | 2019                                    | Laude                                                                                  | 001         |         | MS       | 1435            |               | [ 161 ]                                                                 | 91 51 5 370 034 |
|      | 2019                                    | Railtrans International (RTI)                                                          | 002         |         | MS       | 1435            |               | [ 162 ]                                                                 | 383 111–112 |
|      | 2019                                    | Raaberbahn (GySEV)                                                                     | 001         | 000     | MS       | 1435            |               | [ 163 ]                                                                 | 91 80 6 193 837 D-GYSEV |
|      | 2019                                    | Railsystems RP GmbH                                                                    | 002         | 000     | DM       | 1435            | •             | [ 164 ]                                                                 | 248 001–002 |
|      | 2019                                    | RTB Cargo                                                                              | 002         | 000     | MS       | 1435            |               | [ 165 ]                                                                 | 91 80 6 193 564–565 D-ELOC |
|      | 2019                                    | WRS Widmer Rail Services AG                                                            | 002         | 000     | MS       | 1435            |               | [ 166 ]                                                                 | 91 85 4 475 901–902 CH-WRSCH |
|      | 2020                                    | GTS Rail                                                                               | 003         | 000     | DC       | 1435            |               | [ 167 ]                                                                 | 91 83 2 191 043–045 I-GTSR |
|      | 2020                                    | Mindener Kreisbahnen                                                                   | 002         | 000     | DM       | 1435            | •             | [ 168 ]                                                                 | 248 005–006 |
|      | 2020                                    | ČD Eisenbahnversuchsring Velim                                                         | 001         | 000     | MS       | 1435            |               | [ 169 ]                                                                 | 91 80 6 193 902 D-CD |
|      | 2020                                    | ENON & Eisenbahngesellschaft Potsdam (EGP)                                             | 002         | 000     | DE       | 1435            | •             | [ 170 ]                                                                 | 247 904, 906 |
|      | 2020                                    | Mitsui Rail Capital Europe (MRCE)                                                      | 002         | 000     | MS       | 1435            |               | [ 171 ]                                                                 | 91 80 6 193 618–619 D-DISPO |
|      | 2020                                    | boxXpress.de                                                                           | 004         | 000     | MS       | 1435            |               | [ 172 ]                                                                 | 91 80 6 193 536–539 D-BOXX |
|      | 2020                                    | Unipetrol Transport                                                                    | 004         | 000     | MS       | 1435            |               | [ 173 ]                                                                 | 91 54 7 383 056–059 |
|      | 2020 2022                               | DB Cargo 2                                                                             | 100 46      | 229     | DM light | 1435            | •             | [ 45 ] [ 174 ]                                                          | |
|      | 2020                                    | Alpha Trains                                                                           | 007         | 000     | MS       | 1435            |               | [ 175 ] [ 176 ]                                                         | 193 582–588 D-ATLU (583 umgezeichnet zu D-ITL) |
|      | 2020                                    | Prüfcenter Wegberg-Wildenrath                                                          | 001         | 000     | DM       | 1435            | •             | [ 53 ] [ 177 ]                                                          | 248 009 |
|      | 2020                                    | Stern & Hafferl Verkehrsgesellschaft                                                   | 001         | 000     | DM       | 1435            | •             | [ 178 ]                                                                 | 90 81 3193 901 A-STH |
|      | 2020                                    | Lotos Kolej                                                                            | 001         |         | MS       | 1435            |               | [ 179 ]                                                                 | 91 51 5 370 043 |
|      | 2021                                    | FOXrail                                                                                | 001         | 001     | AC       | 1435            |               | [ 180 ] [ 181 ]                                                         | 91 80 6 193 941 D-FOX |
|      | 2021                                    | Stern & Hafferl Verkehrsgesellschaft                                                   | 003         | 000     | DM       | 1435            | •             | [ 182 ]                                                                 | 90 81 3193 902–904 |
|      | 2021                                    | DB Cargo Polska                                                                        | 004         |         | MS       | 1435            |               | [ 183 ]                                                                 | 91 51 5 370 044–047 |
|      | 2021                                    | LTE Logistik- und Transport                                                            | 006         |         | MS       | 1435            |               | [ 184 ] [ 185 ]                                                         | 91 80 6 193 694, 697 868, 957, 958, 959 D-LTE |
|      | 2021                                    | Raaberbahn Cargo                                                                       | 001         | 000     | MS       | 1435            |               | [ 186 ]                                                                 | 91 80 6 193 595 D-GYSEV |
|      | 2021                                    | European Locomotive Leasing (ELL)                                                      | 005         | 000     | MS       | 1435            |               | [ 187 ] [ 188 ]                                                         | 91 80 6 193 485, 598, 960–962 D-ELOC |
|      | 2021                                    | ITL Eisenbahngesellschaft                                                              | 002         | 000     | DM       | 1435            | •             | [ 189 ]                                                                 | 248 008, 010 |
|      | 2021                                    | ČD, angemietet bei Rolling Stock Lease (ehem. S Rail Lease)                            | 007         | 000     | MS       | 1435            |               | [ 190 ]                                                                 | 91 80 6 193 683, 695–696, 698–699, 769, 963 D-RRAIL |
|      | 2021                                    | Eisenbahngesellschaft Ostfriesland-Oldenburg mbH (e.g.o.o.)                            | 001         | 000     | DM       | 1435            | •             | [ 191 ]                                                                 | 248 007 |
|      | 2021 2022                               | Paribus Gruppe (Vermietung durch Northrail GmbH)                                       | 010 020     | 000     | DM       | 1435            | •             | [ 192 ] [ 193 ] [ 194 ] [ 195 ]                                         | 248 011–015, 018 |
|      | 2021                                    | Railpool                                                                               | 020         | 000     | MS       | 1435            |               | [ 196 ]                                                                 | 91 80 6 193 086–105 D-RPOOL |
|      | 2021                                    | Správa železnic                                                                        | 001         | 000     | MS       | 1435            |               | [ 197 ]                                                                 | 91 80 6 193 901 D-SZCZ |
|      | 2021                                    | DB Systemtechnik                                                                       | 001         |         | MS       | 1435            |               | [ 198 ]                                                                 | 91 80 6 193 969 D-DB |
|      | 2021                                    | Metrans                                                                                | 010         |         | MS       | 1435            |               | [ 199 ]                                                                 | 91 54 7 383 411–420 |
|      | 2021                                    | Alpha Trains                                                                           | 001         | 000     | MS       | 1435            |               | [ 200 ]                                                                 | 91 80 6 193 484 D-ITL |
|      | 2021 2022                               | National Authority for Tunnels (NAT)                                                   | 041         | 000     | AC 6     | 1435            |               | [ 201 ] [ 202 ] [ 203 ]                                                 | Einsatz in Ägypten zwischen Ain Sukhna am Roten Meer sowie Marsa Matruh und Alexandria am Mittelmeer |
|      | 2021 2022 2023                          | Cargounit                                                                              | 030         | 000     | MS       | 1435            |               | [ 204 ] [ 205 ] [ 206 ] [ 207 ]                                         | 91 51 5 370 048–049 |
|      | 2021                                    | ČD Cargo                                                                               | 002         | 000     | AC       | 1435            | ×             | [ 208 ]                                                                 | |
|      | 2021                                    | European Locomotive Leasing (ELL)                                                      | 002         | 000     | DM       | 1435            | •             | [ 209 ]                                                                 | 248 016–017 |
|      | 2021                                    | Akiem                                                                                  | 020         | 000     | MS       | 1435            |               | [ 210 ]                                                                 | Abruf aus einem Rahmenvertrag unbekannter Größe 91 80 6 193 884–887 D-AKIEM 91 ... |
|      | 2021                                    | Walsereisenbahn                                                                        | 02          | 0       | AC       | 1435            |               | [ 211 ]                                                                 | 91 81 1193 900-901 A-WENA |
|      | 2021                                    | Rail&Sea Logistics GmbH (Welle Logistik GmbH)                                          | 02          | 0       | MS       | 1435            |               | [ 212 ]                                                                 | 91 81 1293 900-901 A-RSAT |
|      | 2022                                    | Railpool                                                                               | 070         | 030     | MS       | 1435            |               | [ 213 ]                                                                 | 91 80 6 193 106- D-RPOOL |
|      | 2022                                    | DB Bahnbau Gruppe 2                                                                    | 004         | 000     | DM light | 1435            | •             | [ 174 ]                                                                 | Aus dem Rahmenvertrag von DB Cargo von 2020 abgerufen |
|      | 2022                                    | PKP Cargo                                                                              | 005         | 000     | MS       | 1435            |               | [ 214 ]                                                                 | |
|      | 2022                                    | Alpha Trains 2                                                                         | k. A.       | k. A.   | AC DM    | 1435            |               | [ 215 ]                                                                 | |
|      | 2022                                    | Rolling Stock Lease                                                                    | 005         | 000     | MS       | 1435            |               | [ 216 ]                                                                 | 91 80 6 193 681–683, 91 56 6 383 216–217 |
|      | 2022                                    | ČD                                                                                     | 050         | 000     | MS       | 1435            |               | [ 217 ]                                                                 | Erste Vectrons mit 230 km/h Höchstgeschwindigkeit |
|      | 2022                                    | Salzburger Eisenbahn Transportlogistik (SETG)                                          | 003         | 000     | MS       | 1435            |               | [ 218 ]                                                                 | 91 80 6 193 691–693 |
|      | 2022                                    | Metrans                                                                                | 010         |         | MS       | 1435            |               | [ 219 ]                                                                 | |
|      | 2022                                    | SBB Cargo International, angemietet bei der SüdLeasing                                 | 020         | 0       | MS       | 1435            |               | [ 220 ]                                                                 | Vectron XLoad 91 80 6 193 451-460 D-SIEAG 91 80 6 193 540-549 D-SIEAG |
|      | 2022                                    | SBB Cargo, angemietet bei der LokRoll 3 AG                                             | 035         |         | AC       | 1435            |               | [ 221 ]                                                                 | 91 80 6 193 051–064 D-NRAIL 91 80 6 193 065–085 D-RCM |
|      | 2022                                    | PRESS                                                                                  | 002         | 000     | DM       | 1435            | •             | [ 222 ] [ 223 ]                                                         | 90 80 2 248 026, 027 (PRESS-Nr. 248 105/106) |
|      | 2022                                    | Stern & Hafferl                                                                        | 001         | 000     | DM       | 1435            | •             | [ 222 ]                                                                 | 90 80 2 248 997 D-SIEAG |
|      | 2022                                    | ČD Cargo                                                                               | 010         | 000     | MS       | 1435            |               | [ 224 ]                                                                 | |
|      | 2022                                    | Mitsui Rail Capital Europe (MRCE)                                                      | 014         | 000     | MS       | 1435            |               | [ 225 ]                                                                 | |
|      | 2022                                    | ITL Eisenbahngesellschaft                                                              | 008         | 000     | DM       | 1435            | •             | [ 226 ]                                                                 | 248 030-035 |
|      | 2023                                    | Hector Rail                                                                            | 004         | 000     | AC       | 1435            |               | [ 227 ]                                                                 | |
|      | 2022                                    | Akiem 2                                                                                | 065         | 000     | AC MS    | 1435            |               | [ 228 ]                                                                 | Abruf aus einem Rahmenvertrag unbekannter Größe ohne Aufschlüsselung in die Anzahl der abgerufenen Varianten |
|      | 2022                                    | DB Fernverkehr 2                                                                       | 021         | 000     | DM       | 1435            | •             | [ 229 ]                                                                 | Aus dem Rahmenvertrag von DB Cargo von 2020 abgerufen |
|      | 2022                                    | European Locomotive Leasing (ELL)                                                      | 059         | 000     | MS AC    | 1435            |               | [ 230 ]                                                                 | Die Anzahl ergibt sich aus der Differenz der im September 2022 vermeldeten Gesamtbestellmenge (217 Lokomotiven) und der bisher in die Liste für ELL belegten Bestellmenge (158 Lokomotiven). 91 80 6 193 931–932, 935–936, 942–956 D-ELOC 91 74 0 118 001 S-ELOC, 91 80 6 193 919 D-ELOC                                                                                |
|      | 2022                                    | Alpha Trains 2                                                                         | 015         |         | MS       | 1435            |               | [ 231 ]                                                                 | Abruf aus einem Rahmenvertrag unbekannter Größe |
|      | 2022 2024                               | Fenniarail                                                                             | 001 002     | 002     | AC       | 1524            | •             | [ 232 ] [ 233 ]                                                         | 91 10 3 103 201 FI-FERFI |
|      | 2022                                    | Alpha Trains 2                                                                         | 015         |         | AC MS    | 1435            |               | [ 234 ]                                                                 | Abruf aus einem Rahmenvertrag unbekannter Größe |
|      | 2022                                    | Eisenbahngesellschaft Potsdam (EGP)                                                    | 002         | 000     | DM       | 1435            |               | [ 235 ]                                                                 | 248 041-6, 248 042-4 |
|      | 2022                                    | Alpha Trains, vermietet an Eisenbahngesellschaft Ostfriesland-Oldenburg mbH (e.g.o.o.) | 001         | 000     | DM       | 1435            |               | [ 236 ]                                                                 | 248 036, Abruf aus einem Rahmenvertrag unbekannter Größe |
|      | 2022                                    | Alpha Trains, vermietet an Dortmunder Eisenbahn                                        | 003         | 000     | DM       | 1435            |               | [ 237 ]                                                                 | 248 037, Abruf aus einem Rahmenvertrag unbekannter Größe |
|      | 2023                                    | RheinCargo                                                                             | 007         | 000     | DM       | 1435            |               | [ 238 ]                                                                 | |
|      | 2023                                    | Railtrans International (RTI)                                                          | 002         |         | MS       | 1435            |               | [ 239 ]                                                                 | 193 988, 989 |
|      | 2023                                    | Spitzke Logistik (SLG)                                                                 | 002         | 000     | DM       | 1435            |               | [ 240 ]                                                                 | 248 028-3, 248 029-1 |
|      | 2023                                    | ITL Eisenbahngesellschaft (Captrain)                                                   | 001         | 000     | DM       | 1435            |               | [ 240 ]                                                                 | 248 035-8 |
|      | 2023                                    | Metrans                                                                                | 010         |         | MS       | 1435            |               | [ 241 ]                                                                 | |
|      | 2023                                    | TX Logistik AG Germany                                                                 | 040         | 025     | MS       | 1435            |               | [ 242 ]                                                                 | |
|      | 2023                                    | Alpha Trains, vermietet an Holzlogistik und Güterbahn GmbH                             | 001         | 000     | DM       | 1435            |               | [ 243 ]                                                                 | 248 053-1, Abruf aus einem Rahmenvertrag unbekannter Größe |
|      | 2023                                    | DPB Rail Infra Service GmbH                                                            | 006         | 000     | MS       | 1435            |               | [ 245 ] [ 246 ]                                                         | |
|      | 2023                                    | Medway                                                                                 | 015         | 000     | MS       | 1435            |               | [ 247 ]                                                                 | |
|      | 2023                                    | Akiem 2                                                                                | 015         | 000     | AC MS    | 1435            |               | [ 248 ]                                                                 | Abruf aus einem Rahmenvertrag unbekannter Größe ohne Aufschlüsselung in die Anzahl der abgerufenen Varianten |
|      | 2023                                    | BLS Cargo AG                                                                           | 010         | 000     | MS       | 1435            |               | [ 249 ]                                                                 | Vectron XLoad |
|      | 2023                                    | Beacon Rail                                                                            | 010         | 000     | MS       | 1435            |               | [ 250 ]                                                                 | |
|      | 2023                                    | European Locomotive Leasing (ELL) 2                                                    | 060         | 140     | MS DM    | 1435            |               | [ 251 ]                                                                 | |
|      | 2023                                    | DB Cargo                                                                               | 007         | 000     | MS       | 1435            |               | [ 252 ]                                                                 | |
|      | 2023                                    | Northrail GmbH                                                                         | 015         |         | DM       | 1435            |               | [ 253 ]                                                                 | 248 066-3 -248 077-0 |
|      | 2024                                    | Unipetrol Transport                                                                    | 004         | 000     | MS       | 1435            |               | [ 256 ]                                                                 | |
|      | 2024                                    | Railpool                                                                               | 024 046     | 180     | MS AC    | 1435            |               | [ 257 ]                                                                 | |
|      | 2024 2025                               | Cargounit                                                                              | 042         | 048     | MS       | 1435            |               | [ 258 ] [ 259 ]                                                         | |
|      | 2024                                    | InRail                                                                                 | 002         | 000     | MS       | 1435            |               | [ 260 ]                                                                 | |
|      | 2024                                    | Rail Traction Company                                                                  | 004         | 000     | MS       | 1435            |               | [ 260 ]                                                                 | |
|      | 2024                                    | Raaberbahn Cargo                                                                       | 001         |         | MS       | 1435            |               | [ 261 ]                                                                 | |
|      | 2024                                    | SBB Cargo International, angemietet bei der SüdLeasing                                 | 020         | 0       | MS       | 1435            |               | [ 262 ]                                                                 | Vectron XLoad |
|      | 2024                                    | Alpha Trains 2                                                                         | 035         | 035     | MS DM    | 1435            |               | [ 263 ]                                                                 | Der Auftrag umfasst auch die Lieferung der ersten Vectron-Mehrsystemlokomotiven für Frankreich. |
|      | 2024                                    | RS Lease (ehemals Rolling Stock Lease)                                                 | 030         | 000     | MS       | 1435            |               | [ 264 ]                                                                 | 91 80 6193 031-2 D-RAILL |
|      | 2024                                    | RS Lease (ehemals Rolling Stock Lease) 2                                               |             | 035     | MS DM    | 1435            |               | [ 264 ]                                                                 | |
|      | 2024                                    | Beacon Rail                                                                            | 025         | 000     | MS       | 1435            |               | [ 266 ]                                                                 | Abruf aus einem Rahmenvertrag unbekannter Größe |
|      | 2024                                    | Green Mobility Partners                                                                | 008         | 042     | MS       | 1435            |               | [ 267 ]                                                                 | |
|      | 2024                                    | DPB Rail Infra Service GmbH                                                            | 002 001     | 006     | DM MS    | 1435            |               | [ 268 ]                                                                 | |
|      | 2025                                    | JeMyn AG/Widmer Rail Services AG                                                       | 002         |         | AC       | 1435            |               | [ 20 ]                                                                  | Erste Fahrzeuge mit „Batterie Power Modul“ |
|      | 2025                                    | RIVE Private Investment (Northrail)                                                    | 015         | 035     | ? 7      | 1435            |               | [ 269 ]                                                                 | |
|      | bis 2025                                | Swietelsky                                                                             | 006         | 00?     | DM       | 1435            |               | [ 270 ]                                                                 | Zwei bis 2026 gelieferte Lokomotiven mit der für 2026 angekündigten Zulassung für Österreich, drei der 2025 bestellten Lokomotiven mit den zum Bestellzeitpunkt noch nicht vorliegenden weiteren Zulassungen für Tschechien, Slowakei, Ungarn, Rumänien und Bulgarien                                                                                                   |
|      | 2025                                    | CER Cargo                                                                              | 002         |         | MS       | 1435            |               | [ 271 ]                                                                 | |
|      | 2025                                    | Akiem                                                                                  | 010         | 040     | DM       | 1435            |               | [ 272 ]                                                                 | |
|      | 2025                                    | Cargounit                                                                              | 010         |         | MS       | 1435            |               | [ 259 ]                                                                 | |
|      | 2025                                    | Kreisbahn Siegen-Wittgenstein (KSW)                                                    | 001         |         | DM       | 1435            |               | [ 273 ]                                                                 | |
|      |                                         | MS (gesamt) 7                                                                          | 1309        | 167     |          |                 |               |                                                                         | |
|      |                                         | AC (gesamt) 7                                                                          | 446         | 100     |          |                 |               |                                                                         | |
|      |                                         | DC (gesamt)                                                                            | 072         | 048     |          |                 |               |                                                                         | |
|      |                                         | DE (gesamt)                                                                            | 009         |         |          |                 |               |                                                                         | |
|      |                                         | Dual Mode (gesamt) 7                                                                   | 126         | 040     |          |                 |               |                                                                         | |
|      |                                         | Dual Mode light (gesamt)                                                               | 150         | 229     |          |                 |               |                                                                         | |
|      |                                         | Gesamt 5                                                                               | 2393        | 1010    |          |                 |               |                                                                         | |